# Richard Shuttleworth
Richard Ormonde "Dick" Shuttleworth, né le 16 juillet 1909 à Old Warden
(Biggleswade, Bedfordshire) et mort le 2 août 1940 à Ewelme (Oxfordshire), était un pilote automobile sur circuits et aviateur, grand collectionneur de voitures et d'avions anciens, dont il possédait une quarantaine de pièces.

## Biographie
Il participa à sa première Course de voitures anciennes Londres-Brighton en 1928, y revenant souvent ultérieurement avec plusieurs modèles personnels lors d'une même manifestation. Entre 1928 et 1938, il ne fut absent de cette compétition qu'en 1935, n'ayant pu renvoyer à temps sa demande d'inscription, mais il vint quand même pour le départ à Westminster Bridge à bord d'une Benz, en manteau de chèvre poilue d'époque.
En 1931, son écurie fut engagée aux 24 Heures du Mans avec Peter Hope-Johnson et Jack H. Barlett (abandon sur Arrol-Aster 2,4 l L6).
Sa carrière en compétition sur voitures sportives d'époque s'étala de 1932 (première course au Mountain Championship sur Bugatti Type 51, course qu'il gagna en 1935 sur Alfa Romeo) à 1936, avec des participations dans une dizaine de courses (dont une sur Aston Martin).

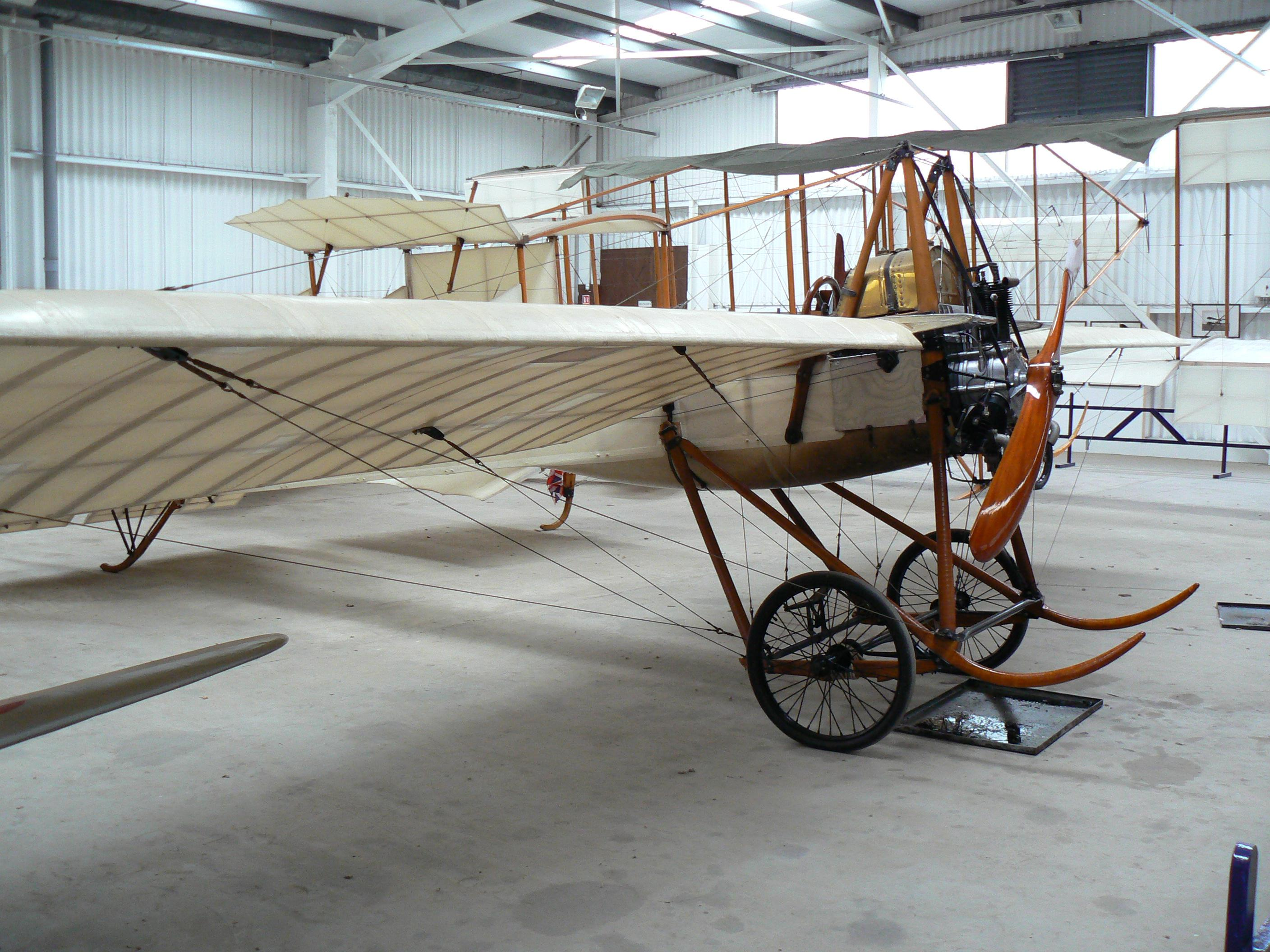
Un monoplace Deperdussin de 1910, dans la collection Shuttleworth.

Après avoir obtenu son brevet de pilotage en 1932, il racheta en 1935 un Deperdussin Monocoque et un Blériot XI qu'il remit en état pour participer à quelques meetings aériens.
En 1936, il fut victime d'un grave accident de voiture au Grand Prix d'Afrique du Sud sur Alfa Romeo Tipo B (dite P3), et ses blessures l'obligèrent à arrêter la course.
Il devint Président de Railton Cars, Ltd., et fut membre du British Racing Drivers' Club. Dans son atelier de mécanique de Old Warden, il recueillait et réparait lui-même d'anciens aéroplanes, pour pouvoir voler à leur bord.
Pilote officier enrôlé dans la RAF en 1939, il se tua l'année suivante lors d'un vol de nuit à bord d'un Fairey Battle au-dessus du pays.
Sa collection de véhicules terrestres et surtout aériens forme désormais le noyau de la collection Shuttleworth, au Old Warden Aerodrome de Bedford. Elle fut donnée après guerre par sa mère Dorothy Shuttleworth, qui avait créé un fonds de gestion spécialement à cet effet. Il s'agit de l'une des plus grandes collections britanniques d'avions de 1909 jusqu'à la fin de la Seconde Guerre mondiale.

## Palmarès

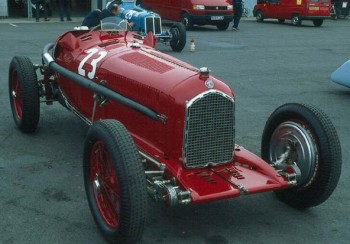
Une Alfa Romeo Tipo B (P3) de 1935.

- Grand Prix (2, hors du Championnat d'Europe des pilotes 1935):
  - Donington Park Trophy en 1935, sur Alfa Romeo Tipo B (Donington Park)
  - Mountain Championship en 1935, sur Alfa Romeo Tipo B (Brooklands)
    - 3e du Mountain Championship en 1932, sur Bugatti Type 51
    - 4e du Donington Park Trophy en 1934, sur Bugatti Type 51
    - 4e du Grand Prix de Dieppe en 1935, sur Alfa Romeo Tipo B
- Courses de côte:
  - Joel Park, colline de Northwood (Middlesex), en 1935 sur Bugatti
- Autres victoires:
  - Brighton Speed Trials 1934 sur Bugatti Type 51 et 1935 sur Alfa Romeo Tipo B (battant alors le record de la course détenu par Sir Malcolm Campbell).

## Honneurs
- Il a donné son nom au Shuttleworth College (en), partie du Bedford College (en) Bedfordshire.